# 2010年亚洲残疾人运动会轮椅击剑比赛
2010年亚洲残疾人运动会轮椅击剑比赛于12月14日—12月16日在广大体育馆进行。

## 獎牌統計
| 排名 | 国家／地区      | 金牌 | 银牌 | 铜牌 | 總數 |
| ---- | --------------- | ---- | ---- | ---- | ---- |
| 1    | 中国（CHN）     | 7    | 5    | 7    | 19   |
| 2    | 中国香港（HKG） | 3    | 6    | 7    | 16   |
| 3    | 泰国（THA）     | 1    | 0    | 3    | 4    |
| 4    | 伊拉克（IRQ）   | 1    | 0    | 0    | 1    |
| 5    | 韩国（KOR）     | 0    | 1    | 1    | 2    |
| 6    | 科威特（KUW）   | 0    | 0    | 2    | 2    |
| 7    | 印度（IND）     | 0    | 0    | 1    | 1    |
| 7    | 马来西亚（MAS） | 0    | 0    | 1    | 1    |
| 總計 | 總計            | 12   | 12   | 22   | 46   |

## 各項成績

### 男子
| 項目        | 金牌                                          | 银牌                                                | 铜牌 |
| 个人花剑A级 | 张蕾（中国）                                  | 叶如意（中国）                                      | 陈颖健（中国香港） 段艳飞（中国）                                                                                      |
| 个人花剑B级 | 胡道亮（中国）                                | 钟定程（中国香港）                                  | 丁宝忠（中国） 許贊紅（中国香港）                                                                                      |
| 个人佩剑A级 | 田建全（中国）                                | 陈颖健（中国香港）                                  | 穆赫德·扎姆林·卡西姆（马来西亚） 叶如意（中国）                                                                        |
| 个人佩剑B级 | 許贊紅（中国香港）                            | 谭湜琛（中国香港）                                  | 差翁·素托（泰国） 努尔丁·沙伊克·达乌德（印度）                                                                         |
| 个人重剑A级 | 田建全（中国）                                | 段艳飞（中国）                                      | 戈拉科·桑沙旺（泰国） 张蕾（中国）                                                                                     |
| 个人重剑B级 | 阿马尔·阿里（伊拉克）                         | 钟定程（中国香港）                                  | 阿卜杜勒-瓦哈卜·赛义迪（科威特） 谭湜琛（中国香港）                                                                    |
| 团体花剑    | 中国（CHN） · 段艳飞 · 胡道亮 · 叶如意 · 张蕾 | 中国香港（HKG） · 陈颖健 · 黃腾達 · 许赞红 · 钟定程 | 韩国（KOR） · 金奇鸿 · 朴仁修 · 章东信 · 赵永莱 科威特（KUW） · 阿卜杜拉·哈达德 · 阿卜杜勒-瓦哈卜·赛义迪 · 哈穆德·拉丹 |

### 女子
| 項目        | 金牌                                      | 银牌                                                | 铜牌                                  |
| 个人花剑A级 | 荣静（中国）                              | 伍百丽（中国）                                      | 范珮珊（中国香港） 余翠怡（中国香港） |
| 个人花剑B级 | 陳蕊莊（中国香港）                        | 姚芳（中国）                                        | 赛素妮·乍那（泰国） 叶华（中国）      |
| 个人重剑A级 | 余翠怡（中国香港）                        | 金顺美（韩国）                                      | 范珮珊（中国香港） 荣静（中国）       |
| 个人重剑B级 | 赛素妮·乍那（泰国）                       | 姚芳（中国）                                        | 陳蕊莊（中国香港） 叶华（中国）       |
| 团体重剑    | 中国（CHN） · 荣静 · 伍百丽 · 姚芳 · 叶华 | 中国香港（HKG） · 陳蕊莊 · 范珮珊 · 吴舒婷 · 余翠怡 | －                                    |